# Грау, Хауме
Ха́уме (Жауме) Грау Сиска́р (исп. Jaume Grau Ciscar; род. 5 мая 1997, Табернес-де-Вальдигна, Испания) — испанский футболист, полузащитник клуба «Реал Сарагоса».

## Карьера
Хауме начинал карьеру в скромном клубе «Табернес-де-Вальдигна» из своего родного города. В 2007 году он начал заниматься в академии «Валенсии». 6 лет спустя полузащитник вошёл в систему мадридского «Реала». В 2016 году Хауме был переведён во вторую команду «сливочных» — «Кастилью» — и сразу был отдан в аренду в «Навалькарнеро». Он дебютировал за этот клуб 21 августа в матче Сегунды B против «Аморебьеты». Всего в своём первом сезоне на взрослом уровне полузащитник принял участие в 25 встречах третьей испанской лиги. Вернувшись из аренды, Хауме стал важным игроком в «Кастилье» при главном тренере Сантьяго Солари, отыграв 66 игр за 2 сезона.
Летом 2019 года Хауме покинул «Кастилью» и стал игроком «Осасуны». Он был отдан в аренду клубу Сегунды «Луго» на сезон 2019/20 и принял участие в 27 матчах турнира. Следующий сезон игрок также провёл в аренде, в португальском клубе «Тондела». В составе «Тонделы» Хауме дебютировал на высшем уровне: 20 сентября 2020 года он целиком отыграл встречу чемпионата Португалии с «Риу Аве». Суммарно в сезоне 2020/21 полузащитник провёл 30 игр в Примейре. Тренерский штаб «Осасуны» был впечатлён выступлениями игрока и дал ему возможность проявить себя в сезоне 2021/22. 18 сентября 2021 года Хауме наконец дебютировал за «Осасуну», заменив Рубена Гарсию на 88-й минуте матча чемпионата Испании против «Алавеса».

## Стиль игры
Левша, образцовая «шестёрка». Выделяется техникой и хорошим контролем мяча. Соблюдает баланс между оборонительными и атакующими функциями. Во времена выступлений в Португалии прибавил в агрессивности.